# Abraze (geologie)
Abraze je mechanické obrušování povrchu hornin třením a nárazy horninových částic, které se dostaly do pohybu vlněním vody nebo jsou unášeny tekoucí vodou, větrem nebo ledem. Činností vln vznikají abrazní terasy, abrazní plošiny a abrazní sruby. Taková abrazní terasa je tvořená skalním podkladem, někdy překrytým sedimenty. Při poklesu hladiny nebo zdvihu pevniny se plošina ocitá na souši a od vodní hladiny je oddělena pobřežním klifem (stupněm).

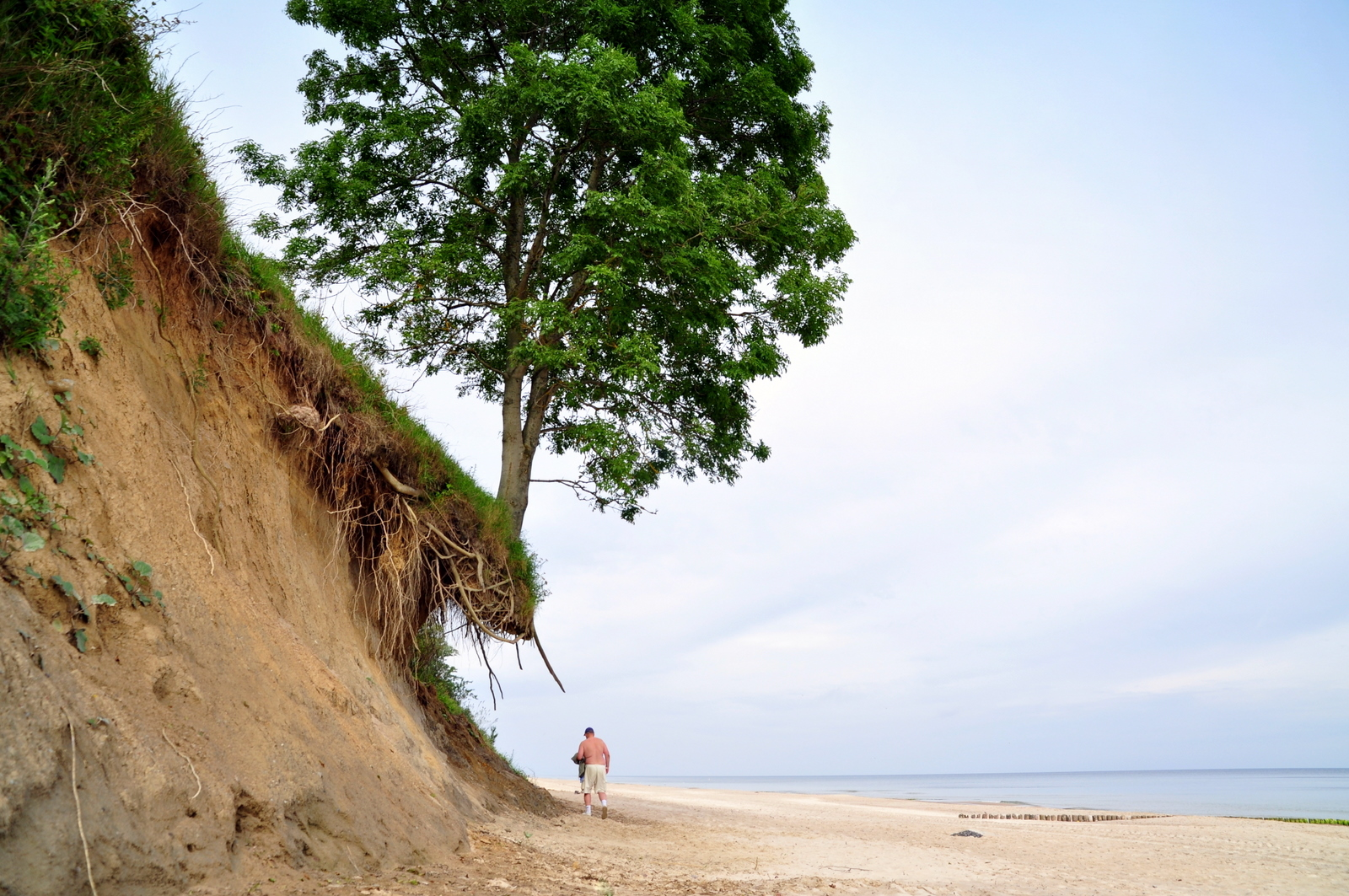
Polsko, klifové pobřeží

## Koraze
Pojem koraze se používá pro označení abraze způsobované činností větru. Vznikají tak typické geomorfologické formy jako hrance a skalní hřiby (ne všechny skalní hřiby však vznikají korazí). Korazí jsou dotvářeny i pouštní laky.

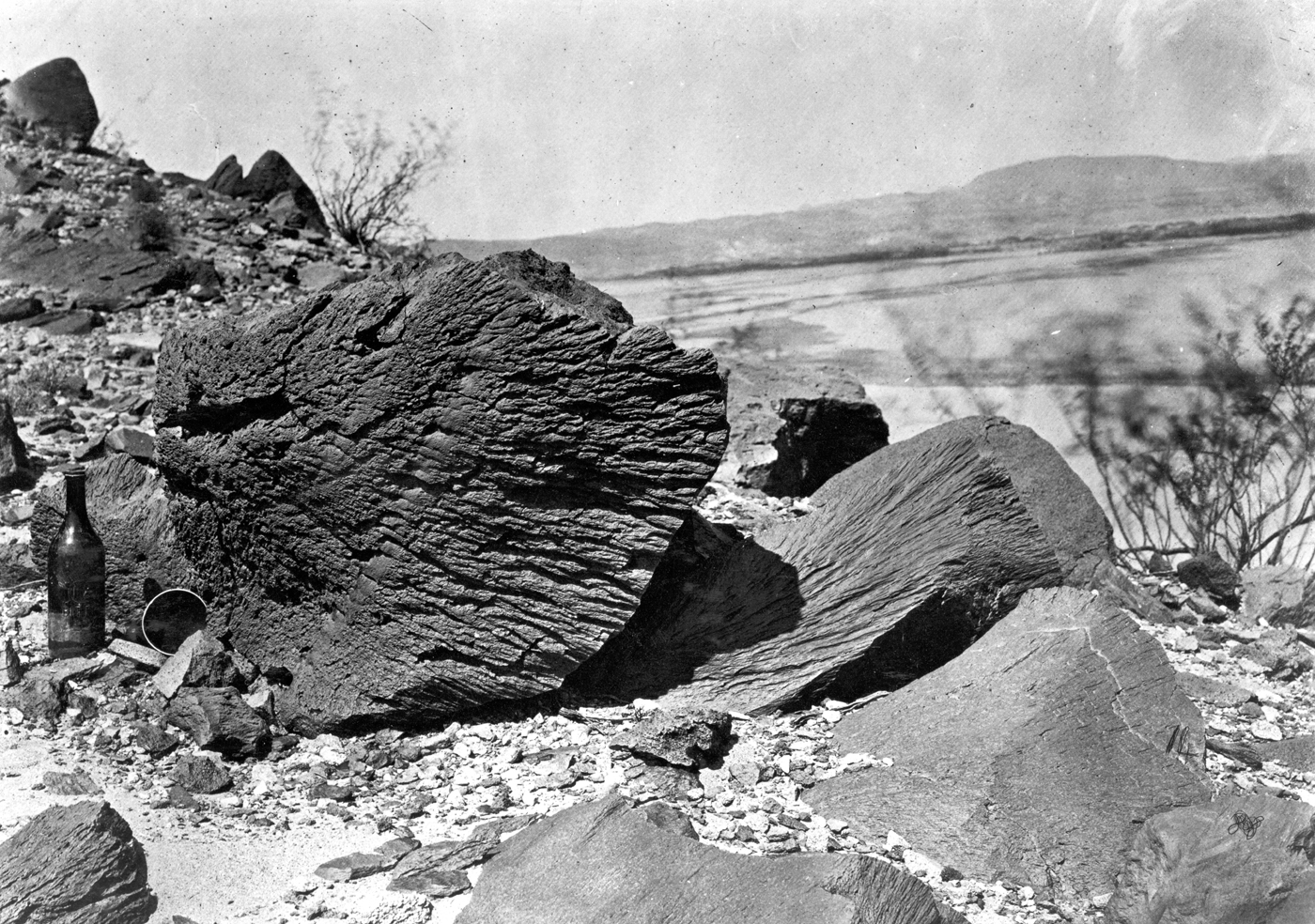
Abraze
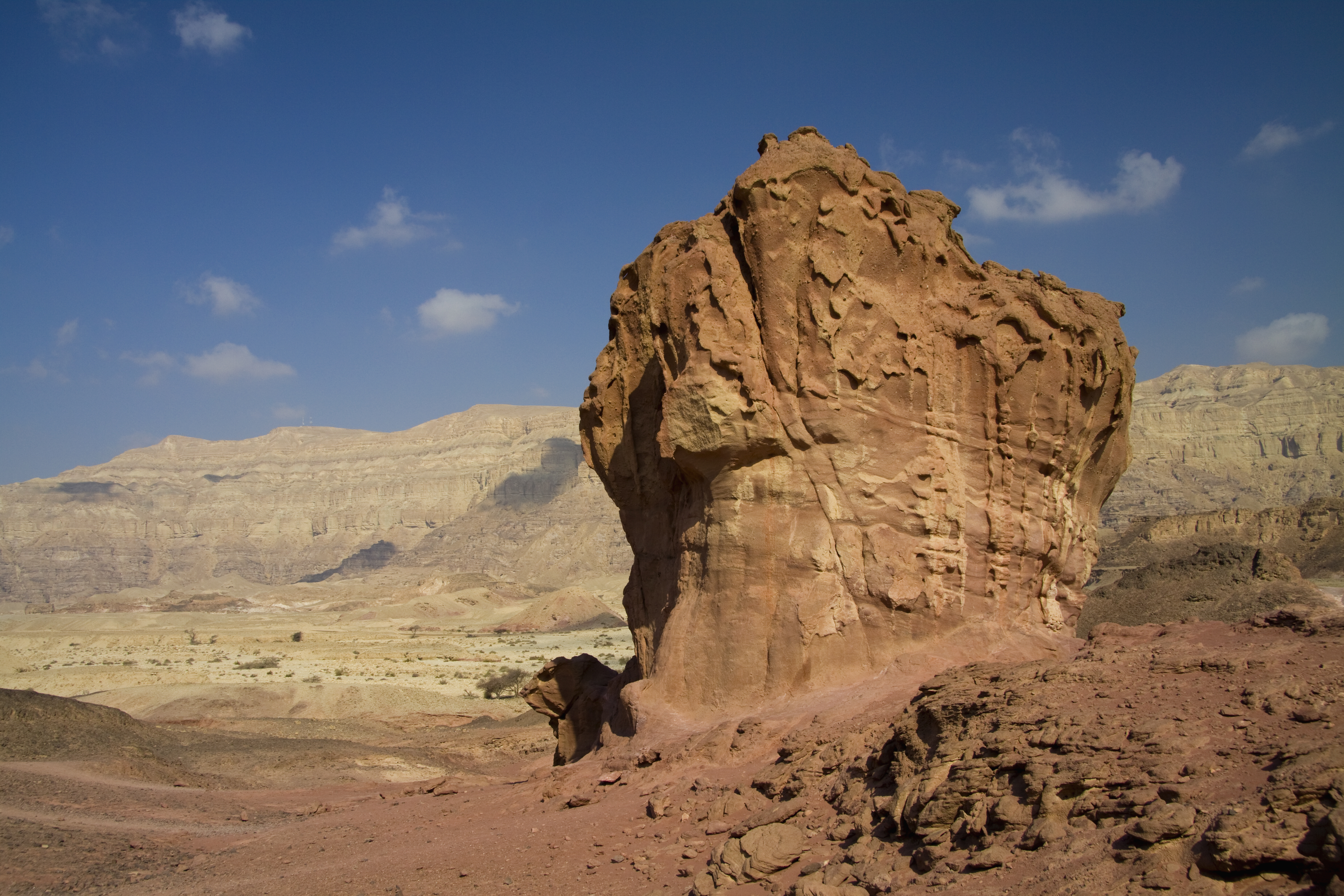
Větrná abraze v parku Timna, Izrael
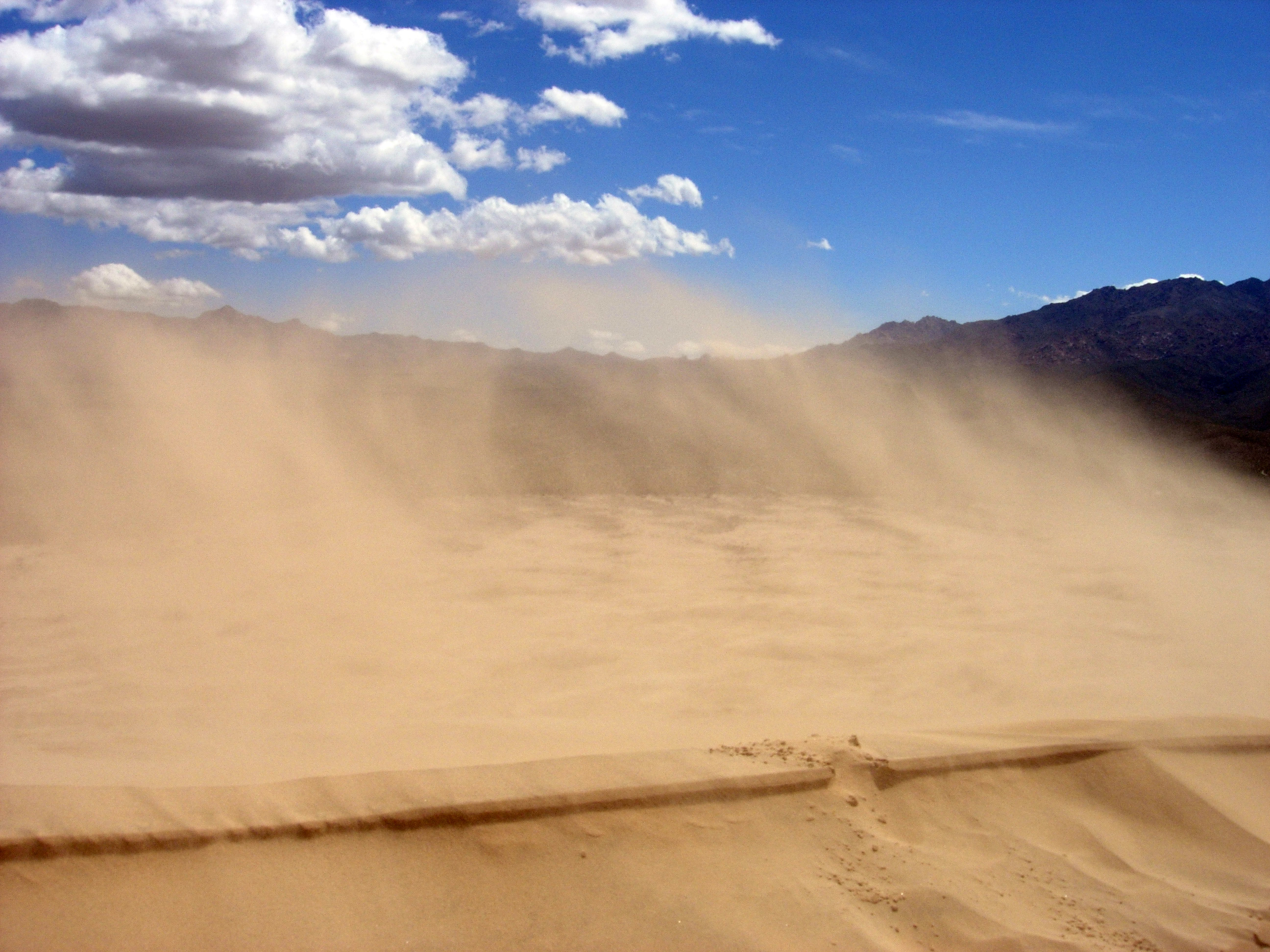
Abraze